# Decarthron inusitatum
Decarthron inusitatum är en skalbaggsart som beskrevs av Park 1958. Decarthron inusitatum ingår i släktet Decarthron och familjen kortvingar. Inga underarter finns listade i Catalogue of Life.